# 蒙大賚
蒙大賚（1519年—？），字善卿，號山泉，廣西柳州府賓州人，民籍，明朝政治人物。

## 生平
嘉靖十六年（1537年）丁酉科廣西鄉試第三十一名舉人。嘉靖二十九年（1550年）中式庚戌科會試第三十五名，二甲第六十九名進士。授礼部仪制司主事，歷任兵部职方司、南京刑部山西司郎中，卒于官。

## 家族
曾祖蒙贊；祖父蒙璋；父蒙仲元，永福縣訓導。母韋氏。具庆下。弟大惠、大化、大有。